# Renah Gajah Mati II
Renah Gajah Mati II is een bestuurslaag in het regentschap Seluma van de provincie Bengkulu, Indonesië. Renah Gajah Mati II telt 640 inwoners (volkstelling 2010).